# Jordan Evans
Jordan Evans (Norman, 27 gennaio 1995) è un ex giocatore di football americano statunitense che ha militato nel ruolo di linebacker nella National Football League (NFL), nella X Football League (XFL) e nella United Football League (UFL).

## Carriera professionistica

### Cincinnati Bengals
Glasgow al college giocò a football con gli Oklahoma Sooners dal 2013 al 2016, diventando titolare a partire dalla seconda stagione. Fu scelto dai Cincinnati Bengals nel corso del sesto giro (193º assoluto) del Draft NFL 2017. Debuttò come professionista subentrando nella gara del primo turno contro i Baltimore Ravens mettendo a segno un tackle.

### Seattle Sea Dragons
Il 17 novembre 2022 Evans fu selezionato dai Seattle Sea Dragons nel draft della X Football League (XFL). Il 13 aprile 2023 fu spostato in lista riserve. Quando le due leghe XFL e United States Football League (USFL) si fusero all'inizio del 2024 per dare vita alla United Football League (UFL), la squadra dei Seattle Seadragons terminò l'attività e tutti i giocatori furono svincolati.

### DC Defenders
Il 5 gennaio 2024 Evans fu selezionato nel draft della nuova UFL dai DC Defenders. Fu svincolato il 21 marzo 2024.

### Ritiro
Il 21 aprile 2024 Evans annunciò il suo ritiro dal football professionistico.

## Palmarès
- American Football Conference Championship: 1

Cincinnati Bengals: 2021